# Adénostyle à feuilles d'alliaire
Adenostyles alliariae
Espèce
Classification phylogénétique
Statut de conservation UICN

 LC  : Préoccupation mineure
L'Adénostyle à feuilles d'alliaire (Adenostyles alliariae), également appelée Adénostyle à front blanc, est une espèce de plantes herbacées du genre Adenostyles et de la famille des Asteraceae.

## Etymologie
Adenostyles provient du grec Aden : glande et Stulos : style ; ce genre regroupe donc des plantes au style glanduleux. Les termes à feuilles d'alliaire et alliariae font référence à la ressemblance des feuilles avec celles de l'Alliaire officinale (Alliaria petiolata).

## Description

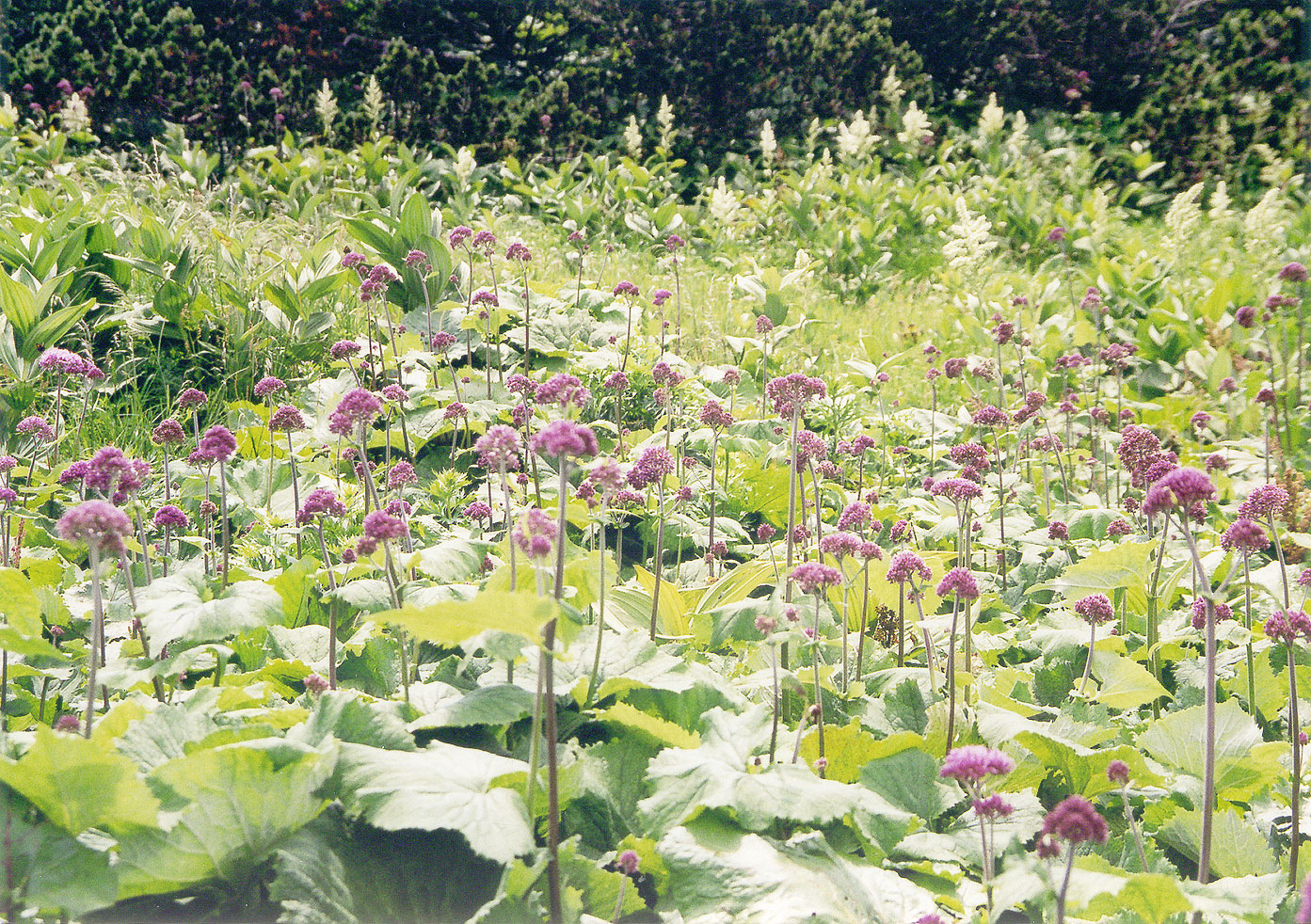
Adenostyles alliariae, en compagnie de Veratrum album.

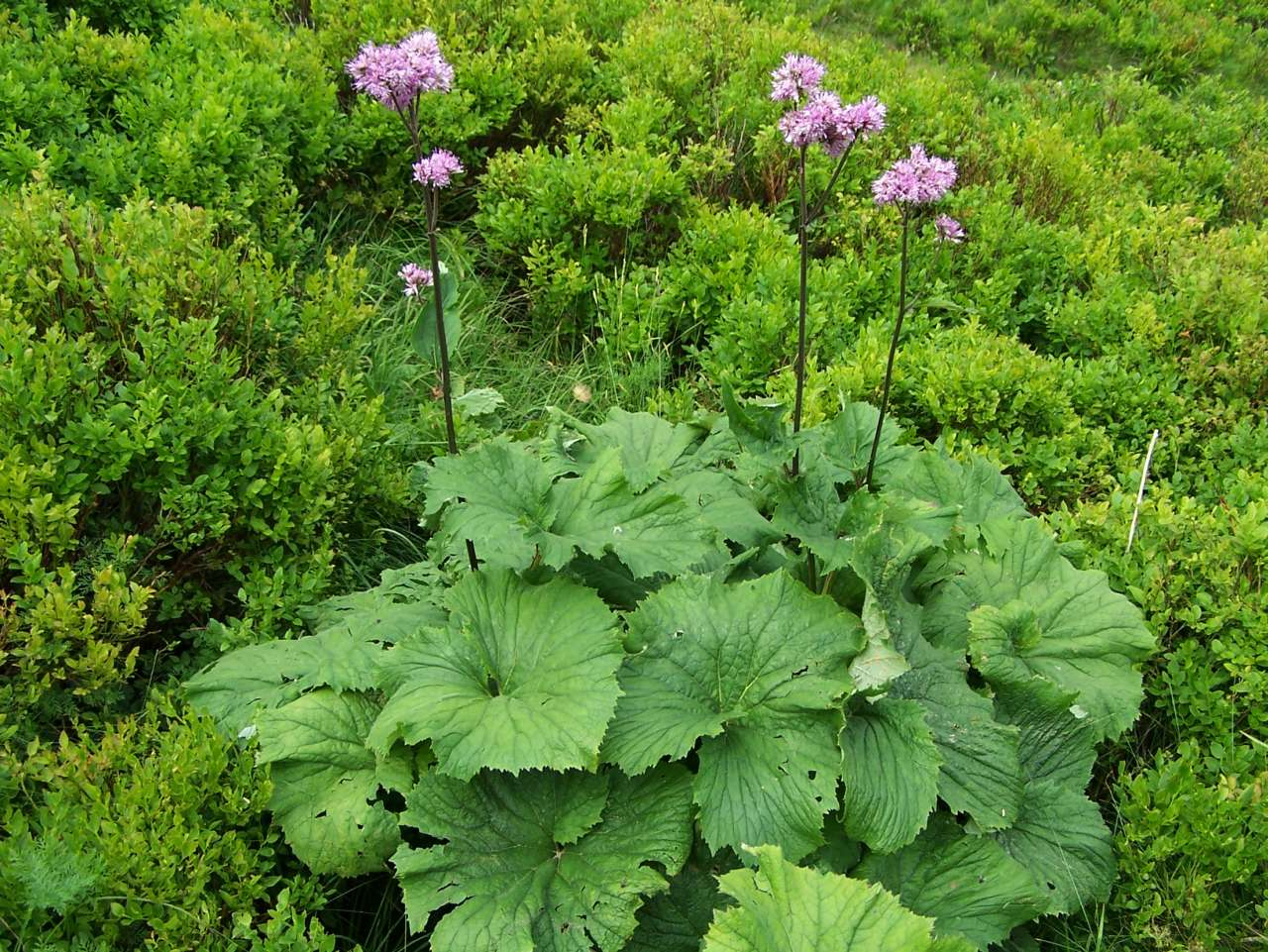
Adenostyles alliariae en compagnie de Vaccinium myrtillus.

Plante vivace de 50 à 150 cm environ, l'Adénostyle à feuilles d'alliaire fleurit de juillet à août ; elle est pollinisée par les insectes et ses graines sont dispersées par le vent, à l'instar de celles de la plupart des Astéracées.
Elle naît d'une souche brune, écailleuse et rampante ; ses feuilles radicales, vertes et glabres sur leur face supérieure, d'un blanc cotonneux sur leur face inférieure, sont longuement pétiolées, de forme suborbiculaire, en cœur à la base et munies de bords à grandes dents inégales ; ses feuilles caulinaires, de même forme mais beaucoup plus rares, embrassent la tige par deux oreillettes. Elle possède une tige ramifiée et couverte de poils courts, terminée par un corymbe aux capitules roses et allongés constitués de 3 à 6 fleurs tubulaires. Les fleurs fécondées produisent un fruit brun, glabre, surmonté d'une aigrette blanche.

### Confusions possibles
Il est possible de confondre Adenostyles alliariae avec les espèces du genre Petasites dont les feuilles se développent après la floraison. De même, il est possible de confondre Adenostyles alliariae et Adenostyles alpina : celle-ci produit des feuilles radicales glabres sur les deux faces, des feuilles caulinaires  sans oreillettes, une tige glabre et ses capitules sont plus étroits et parfois blancs ; enfin, Adenostyles alpina est préférentiellement une espèce de lumière et de milieux moyennement humides à secs, alors que Adenostyles alliariae est plus une espèce de demi-ombre et de milieux humides à très humides.

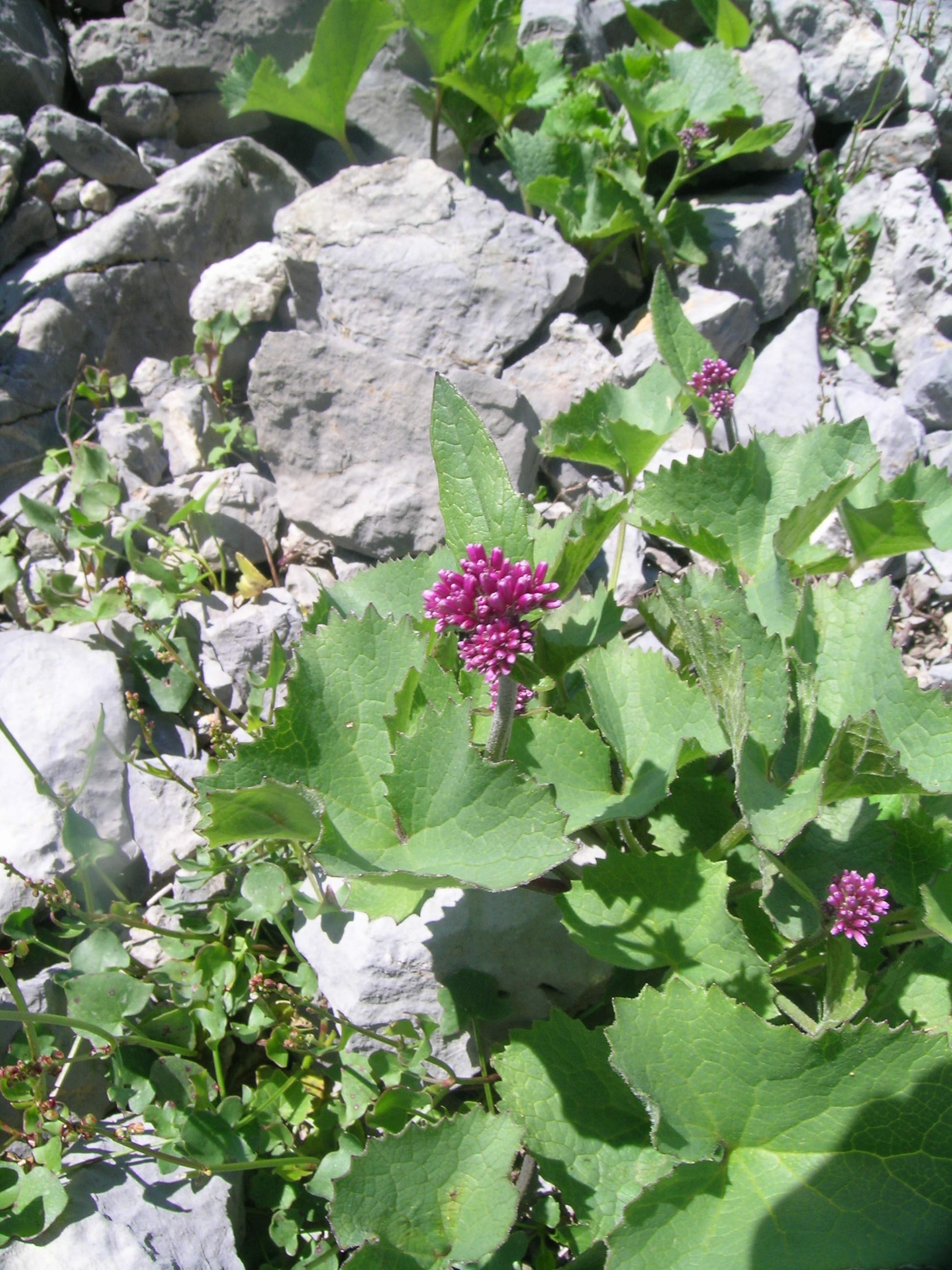
Adenostyles alpina, sœur de Adenostyles alliariae, dans son biotope caractéristique : les éboulis calcaires

## Écologie

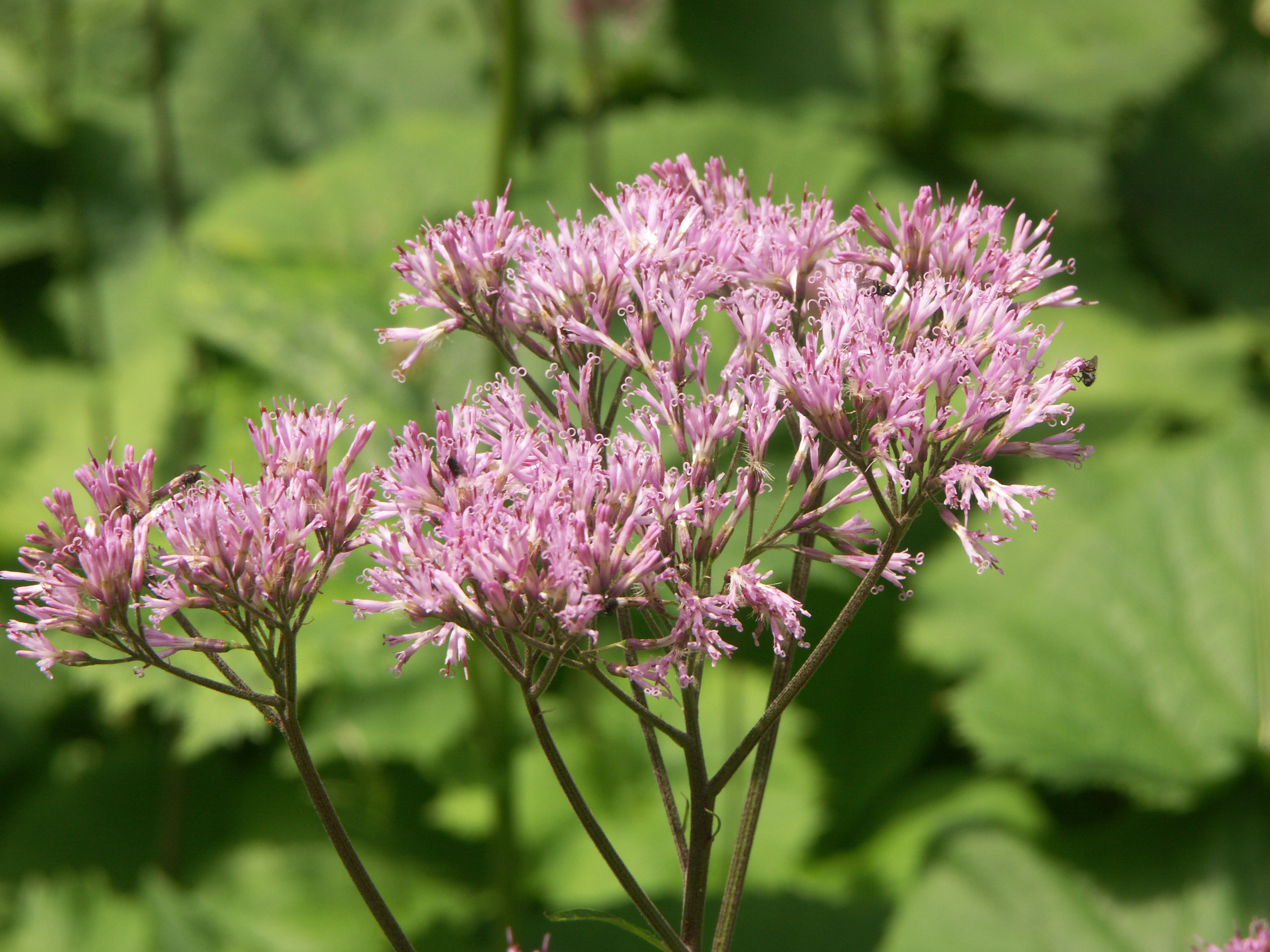
Adenostyles alliariae, corymbe

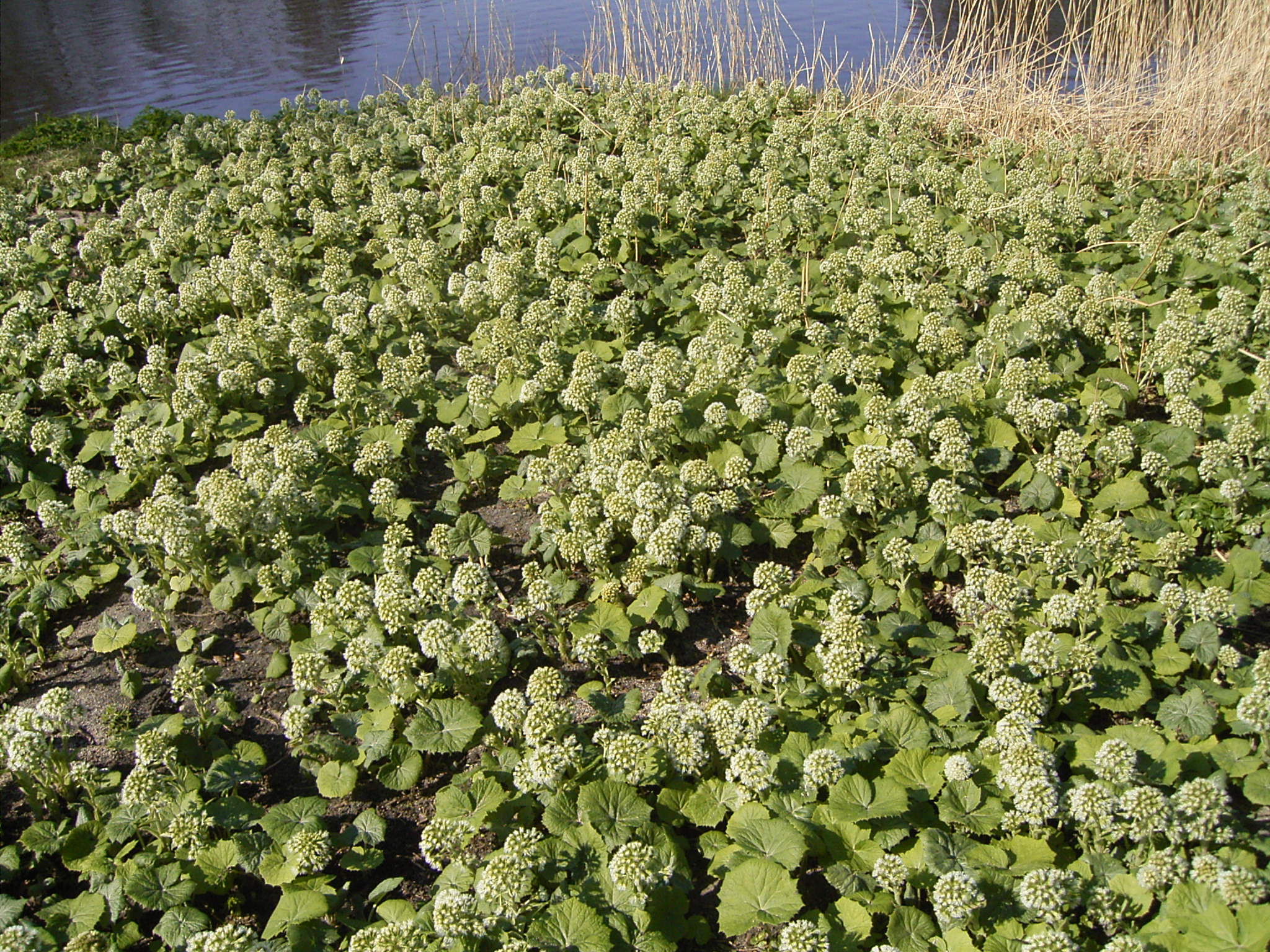
Petasites albus, se développant dans les mêmes biotopes, dont le stade rosette peut être confondu avec Adenostyles alliariae

En France, Adenostyles alliariae est commune dans les Vosges, le Jura, les Alpes, les Pyrénées, le Massif central et la Corse.
Elle se déploie de l'étage montagnard au sommet de l'étage subalpin (de 1 000 à 2 400 m) mais son optimum est à l'étage subalpin.
L'Adénostyle à feuilles d'alliaire est une espèce de demi-ombre et d'ombre. Elle affectionne les sols riches en bases et en éléments nutritifs dont le pH est basique à légèrement acide. Elle apprécie fortement les sols à bonne réserve en eau ainsi que les atmosphères humides.
Elle se plaît au sein des prairies humides à hautes herbes (mégaphorbiaies), les hêtraies/pessières d'altitude ainsi que les ripisylves et les ubacs humides des mélézins, cembraies et pineraies.

## Statuts de protection, menaces
L'espèce n'est pas encore évaluée à l'échelle mondiale et européenne par l'UICN. En France elle est classée comme non préoccupante . L'espèce est considérée comme vulnérable (VU) dans la région Limousin. Elle y est soumise à une protection .

## Usages et propriétés
- Plante mellifère[1].
- Plante pectorale[4].

## Synonymes
- Adenostyles albifrons Rchb.
- Cacalia alliariae Gouan